# Марсело Грое
Марсело Грое (порт. Marcelo Grohe, нар. 13 січня 1987, Кампо-Бом) — бразильський футболіст, воротар клубу «Аль-Іттіхад».
Виступав, зокрема, за клуб «Греміо», а також національну збірну Бразилії.

## Клубна кар'єра
Народився 13 січня 1987 року в місті Кампо-Бом. Вихованець футбольної школи клубу «Греміо». Професійну футбольну кар'єру розпочав 2005 року в основній команді того ж клубу, кольори якої захищав до 2019 року.
Наприкінці 2018 року Марсело уклав контракт з клубом «Аль-Іттіхад» (Джидда). Він підписав угоду на 3,5 років але перший сезон пропустив через травму.

## Виступи за збірні
2005 року дебютував у складі юнацької збірної Бразилії, взяв участь у 2 іграх на юнацькому рівні.
2016 року дебютував в офіційних матчах у складі національної збірної Бразилії. Провів у формі головної команди країни 2 матчі, пропустивши 1 гол.
У складі збірної був учасником розіграшу Кубка Америки 2015 року у Чилі, розіграшу Кубка Америки 2016 року у США.

## Статистика виступів

### Статистика клубних виступів
Станом на 2 травня 2018.
| Сезон             | Команда           | Чемпіонат         | Чемпіонат | Чемпіонат | Національний кубок | Національний кубок | Континентальні кубки | Континентальні кубки | Інші змагання | Інші змагання | Усього | Усього |
| Сезон             | Команда           | Дивізіон          | Ігор      | Голів     | Ігор               | Голів              | Ігор                 | Голів                | Ігор          | Голів         | Ігор   | Голів  |
| ----------------- | ----------------- | ----------------- | --------- | --------- | ------------------ | ------------------ | -------------------- | -------------------- | ------------- | ------------- | ------ | ------ |
| «Греміо»          | 2005              | Серія B           | 0         | 0         | 0                  | 0                  | 0                    | 0                    | 0             | 0             | 0      | 0      |
| «Греміо»          | 2006              | Серія A           | 20        | 0         | 0                  | 0                  | 0                    | 0                    | 9             | 0             | 29     | 0      |
| «Греміо»          | 2007              | Серія A           | 5         | 0         | 0                  | 0                  | 0                    | 0                    | 1             | 0             | 6      | 0      |
| «Греміо»          | 2008              | Серія A           | 0         | 0         | 3                  | 0                  | 2                    | 0                    | 9             | 0             | 14     | 0      |
| «Греміо»          | 2009              | Серія A           | 10        | 0         | 0                  | 0                  | 2                    | 0                    | 4             | 0             | 16     | 0      |
| «Греміо»          | 2010              | Серія A           | 3         | 0         | 0                  | 0                  | 1                    | 0                    | 0             | 0             | 4      | 0      |
| «Греміо»          | 2011              | Серія A           | 6         | 0         | 0                  | 0                  | 2                    | 0                    | 9             | 0             | 17     | 0      |
| «Греміо»          | 2012              | Серія A           | 32        | 0         | 0                  | 0                  | 6                    | 0                    | 0             | 0             | 38     | 0      |
| «Греміо»          | 2013              | Серія A           | 1         | 0         | 0                  | 0                  | 3                    | 0                    | 5             | 0             | 9      | 0      |
| «Греміо»          | 2014              | Серія A           | 35        | 0         | 1                  | 0                  | 8                    | 0                    | 12            | 0             | 56     | 0      |
| «Греміо»          | 2015              | Серія A           | 23        | 0         | 9                  | 0                  | 0                    | 0                    | 16            | 0             | 48     | 0      |
| «Греміо»          | 2016              | Серія A           | 28        | 0         | 7                  | 0                  | 8                    | 0                    | 15            | 0             | 34     | 0      |
| «Греміо»          | 2017              | Серія A           | 23        | 0         | 6                  | 0                  | 14                   | 0                    | 11            | 0             | 54     | 0      |
| «Греміо»          | 2018              | Серія A           | 18        | 0         | 3                  | 0                  | 14                   | 0                    | 12            | 0             | 47     | 0      |
| Разом             | Разом             | Разом             | 204       | 0         | 29                 | 0                  | 60                   | 0                    | 103           | 0             | 372    | 0      |
| Усього за кар'єру | Усього за кар'єру | Усього за кар'єру | 204       | 0         | 29                 | 0                  | 60                   | 0                    | 103           | 0             | 372    | 0      |

## Титули і досягнення
- Переможець Ліги Гаушу (3):

«Корінтіанс»: 2006, 2007, 2010
- Володар Кубка Бразилії (1):

«Греміо»: 2016
- Володар Кубка Лібертадорес (1):

«Греміо»: 2017
- Переможець Рекопи Південної Америки (1):

«Греміо»: 2018
- Переможець Суперкласіко де лас Амерікас (1):

Бразилія: 2014
- Володар Суперкубка Саудівської Аравії (1):

«Аль-Іттіхад»: 2022